# Amelie Wortmann
Amelie Wortmann (* 21. Oktober 1996 in Wedel) ist eine deutsche Hockeyspielerin, die 2019 und 2021 Europameisterschaftszweite wurde.

## Sportliche Karriere
Die Mittelfeldspielerin begann beim THCC Rot-Gelb Hamburg und spielte dann beim Uhlenhorster HC und beim Großflottbeker THGC.
Von 2011 bis 2016 nahm sie an 62 Länderspielen in den verschiedenen Altersklassen im Juniorinnen-Bereich teil. Ihre größten Erfolge waren der zweite Platz 2013 bei der U18-Europameisterschaft und der fünfte Platz 2016 bei der U21-Weltmeisterschaft.
2017 debütierte sie in der Nationalmannschaft. Im Jahr darauf siegte sie bei der Halleneuropameisterschaft 2018.
Bei der Feldhockey-Weltmeisterschaft 2018 in London gewann die deutsche Mannschaft ihre Vorrundengruppe. Im Viertelfinale schieden die Deutschen gegen die Spanierinnen aus. Im Jahr darauf bei der Europameisterschaft 2019 in Antwerpen belegten die deutschen Damen in der Vorrunde den zweiten Platz hinter den Engländerinnen, das Spiel zwischen den beiden Mannschaften endete 1:1. Im Halbfinale schlugen die Deutschen die Spanierinnen mit 3:2, im Finale unterlagen sie den Niederländerinnen mit 0:2. 2021 fand die Europameisterschaft in Amstelveen statt. Die deutsche Mannschaft gewann ihre Vorrundengruppe vor den Belgierinnen. Im Halbfinale siegte die deutsche Mannschaft mit 4:1 gegen Spanien, im Finale siegten die Niederländerinnen mit 2:0. Bei den Olympischen Spielen in Tokio belegte die deutsche Mannschaft den zweiten Platz in der Vorrunde. Im Viertelfinale schieden die Deutschen mit 0:3 gegen die Argentinierinnen aus. 2022 belegte Wortmann mit der deutschen Mannschaft den vierten Platz bei der Weltmeisterschaft. Im Jahr darauf wurde die Mannschaft Dritte bei der Europameisterschaft in Mönchengladbach. Bei den Olympischen Spielen 2024 in Paris belegte Wortmann mit der deutschen Mannschaft in der Vorrunde den dritten Platz. Im Viertelfinale unterlagen die Deutschen den Argentinierinnen im Shootout.
Amelie Wortmann bestritt 113 Länderspiele, davon 5 in der Halle. (Stand 14. Juni 2024)